# أليسا وايت غلوز
أليسا وايت-غلوز (ولد في 31 يوليو 1985) مغنية كندية، عرفت باعتبارها المغنية الرئيسية السابقة وأحد الأعضاء المؤسسين في الفرقة المعدنية الكندية ذي أغونيست

## روابط خارجية
- أليسا وايت غلوز على موقع IMDb (الإنجليزية)
- أليسا وايت غلوز على موقع ميوزك برينز (الإنجليزية)
- أليسا وايت غلوز على موقع أول ميوزيك (الإنجليزية)
- أليسا وايت غلوز على موقع ديسكوغز (الإنجليزية)
- أليسا وايت غلوز على موقع قاعدة بيانات الفيلم (الإنجليزية)